# Hervideros de San Jacinto

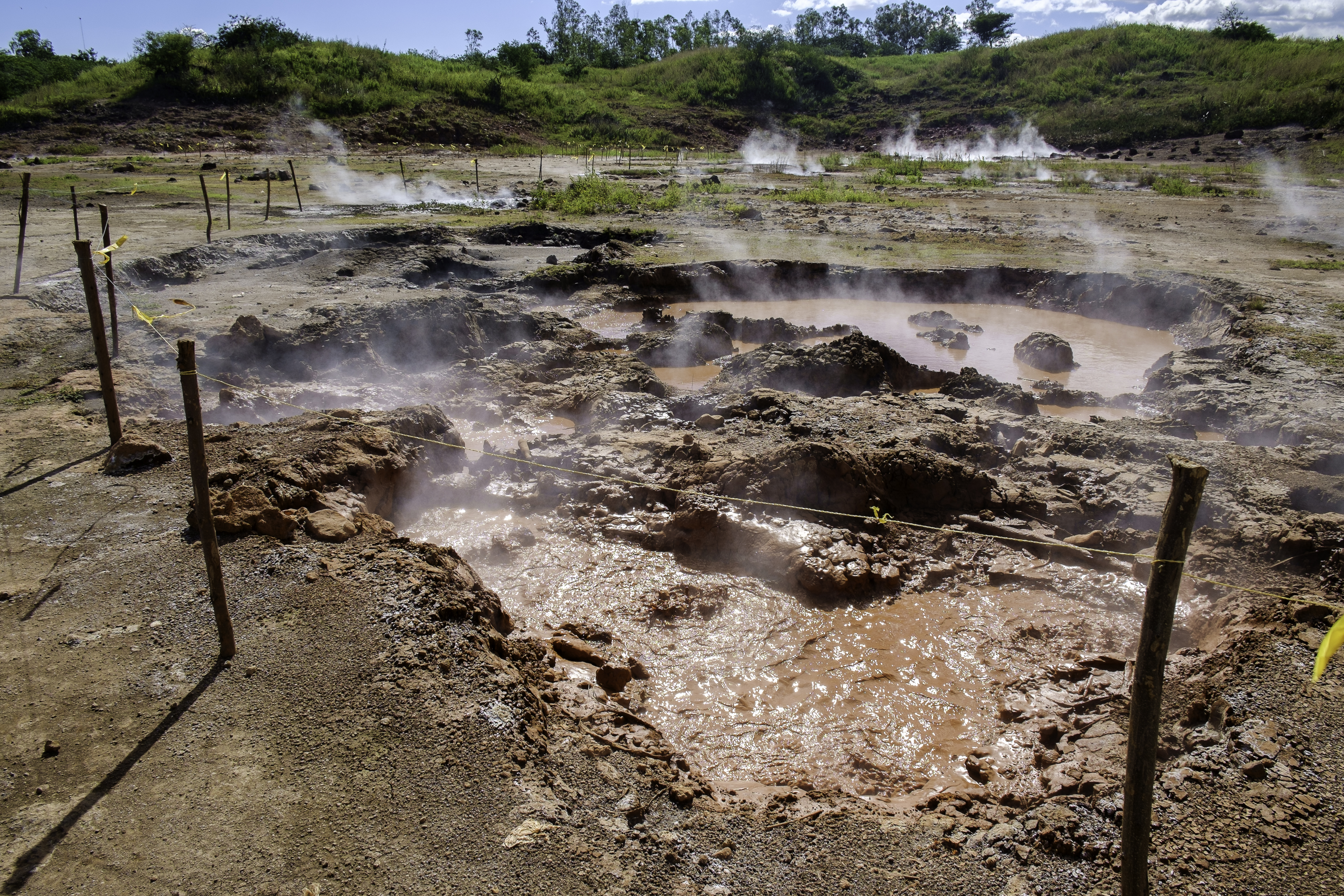
De modderpoelen en stoompluimen zijn afgezet met draad.

Hervideros de San Jacinto is de benaming voor een aantal hydrothermale bronnen tegen de zuidoostelijke helling van de vulkaan Telica in het westen van Nicaragua, op ongeveer 25 kilometer van de stad León aan westzijde van het dorpje San Jacinto. Aan het oppervlak vormen deze bronnen borrelende modderpoelen (solfataren) en stoompluimen (fumaroles). Deze bronnen ontstonden in de 16e eeuw bij een uitbarsting van de Santa Claravulkaan aan zuidwestzijde van de huidige vulkaan en zijn nu grotendeels bedekt met vegetatie. 
De plek ligt in een relatief onderontwikkeld gebied. Het vormt een toeristische attractie die wordt geleid door een groep kinderen. Er zijn echter plannen om de plek te ontwikkelen tot een grote toeristische attractie, onder andere door het bouwen van een hotel.

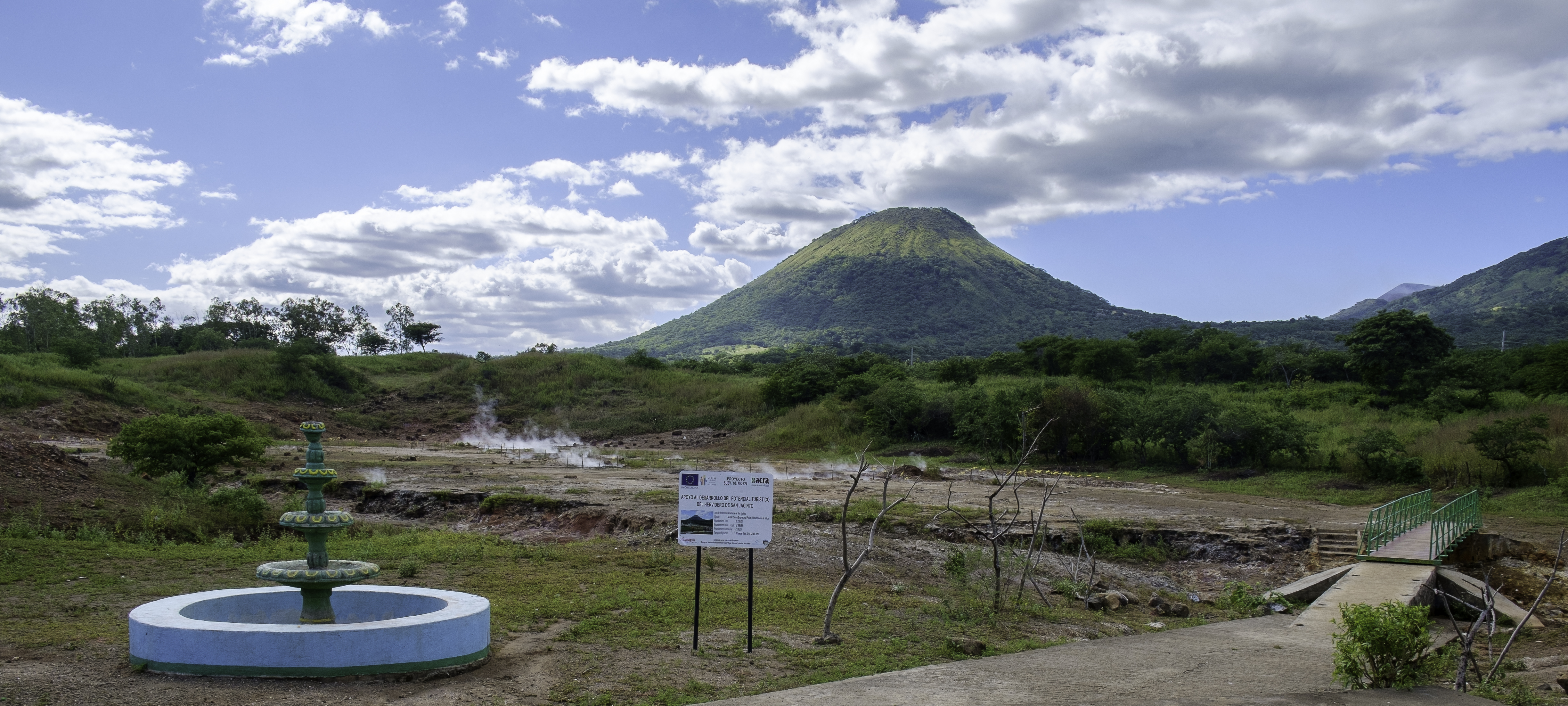
Overzicht met de vulkaan op de achtergrond. Rechtsachter een nieuwe brug voor wanneer het water in het riviertje langs de bronnen hoger staat.